# Vincenzo Riccobono
Vincenzo Riccobono (1861 – 1943) è stato un botanico italiano, autore di numerosi studi sulle Cactaceae.
Parte del suo erbario è conservato presso l'Orto botanico di Palermo.
L'epiteto specifico della pianta Celsia riccobonoi Mattei(Scrophulariaceae) è un omaggio al suo nome.

## Opere
- Riccobono V, Studii sulle Cattee del R. Orto Botanico di Palermo, 1913.
- Riccobono V, Intorno ad alcuni agrumi rari o nuovi, in Boll. Orto Bot. 1907; 6, 34-37, Palermo.